# Чернов, Александр Витальевич
Александр Витальевич Чернов (13 февраля 1962, Таганрог) — российский художник.

## Биография
Родился 13 февраля 1962 года в Таганроге. Окончил Таганрогскую детскую художественную школу. Ученик Леонида Стуканова.
С 1979 по 1985 год учился в Ростовском художественном училище имени М. Б. Грекова на театрально-декорационном отделении.
В 1991 году вместе с ростовскими художниками Вадимом Морозовым, Александром Лишневским и Вадимом Махницким создал арт-группу «Предметы Роскоши». Первая выставка группы состоялась в рамках международного театрального фестиваля «Минифест».
В 1993 году, после успешно проведённой в Амстердаме выставки «Luxuries from Russia» (галерея «Singel-37», совместно с В. Морозовым и А. Лишневским), более 360 работ Александра Чернова были украдены и проданы с аукциона. Ситуацию не помогло изменить даже вмешательство Её Величества Королевы Нидерландов Беатрикс.
С 1998 года  живет в Москве.
В 2000 году совместно с Алексеем Курипко и Игорем Тулуповым создал арт-группу «Русский пост». Выставка арт-группы состоялась в московской галерее «АЗ» в июне 2000 года. 
С 2001 по 2012 год работал в Галерее Марата Гельмана (Москва).

## Персональные выставки
- 2023 — «Бабочка. Мозг Васи Слепченко». Галерея «Переулок Парнаха», Таганрог.[6]
- 2022 — «Впечатления». Галерея «Иллюзия Эфемерности», Ростов-на-Дону.[3][5]
- 2004 — «Лучше чем Deep Purple». Галерея «Монмартр», Ростов-на-Дону.[7]
- 2000 — «Русский пост» (совм. с И. Тулуповым и А. Курипко). Галерея «АЗ», Москва[8].

## Избранные групповые выставки
- 2019 — «После Графа 2019». Галерея ZHDANOV, Выставочный зал ТО Союза художников России, Таганрог.
- 2009 — «REMAKE». М-галерея, Ростов-на-Дону.[1][9]
- 2009 — «Полеты во сне и наяву». М-галерея, Ростов-на-Дону.
- 2008 — «Горячий сезон». М-галерея, Ростов-на-Дону.
- 1993 — «Молчание ягнят». Ростов-на-Дону.[10]
- 1992 — «Luxuries from Russia». Галерея «Singel-37», Амстердам, Голландия.[10]
- 1991 — «Предметы роскоши». Фестиваль «Минифест», Ростов-на-Дону.[10]

## Цитаты
- «В середине 90-х большая часть работ Саши Чернова оказалась в руках галеристов Амстердама и исчезла в недрах художественных коллекций без участия автора. В Ростове-на-Дону есть редкие счастливцы, имеющие его романтические вещи 30-летней давности... Художник конструирует и импровизирует, рождая на плоскости бумаги пространства и лики, совсем как Гойа в космическом безумстве фантазий, вырастающих из его богатейших чёрных дыр подсознания — миров, стихий и характеров. Они живут, открывая зрителю и самому автору новую вселенную чувств, наитий и красоты»[5] — Ирина Гуржиева, 2022.